# Knížectví Lucca a Piombino
Knížectví Lucca a Piombino vytvořil v červenci 1805 Napoleon Bonaparte pro svoji milovanou sestru Élisu. Byl to stát nacházející se ve středu italského poloostrova (dnešní Itálie), hlásící se k potřebám Napoleonské Francie.

## Vznik
Stát vznikl spojením Knížectví Lucca (založené 22. června 1805), které bylo vytvořeno z bývalé Lukánské republiky, a Knížectví Piombino, v němž byla Napoleonova sestra Elisa kněžnou. Sloučená knížectví pak byla ovládána jako jednotná monarchie. Elisa byla vládnoucí kněžnou Lukánska a Piombinska. Její manžel Felice Pasquale Baciocchi se stal titulárním knížetem Piombinska.

## Vláda
Ústavu knížectví, kterou se zřizuje Státní rada pro asistenci Kněžně a legislativní senát, napsal Napoleon dne 22. června 1805.
Knížectví přijalo jako svou měnu francouzský frank, ačkoli bylo vyraženo několik speciálních místních mincí.
Dne 3. března 1809, jako součást smlouvy z Fontainebleau, vytvořil Napoleon Toskánské velkovévodství, přičemž Elisa vládla z Florencie jako velkovévodkyně celého Toskánska. Tato oblast byla připojena k francouzské říši před dvěma lety, z bývalého Etruského království (1801–1807). Od nynějška se Knížectví Lucca a Piombino stalo součástí Toskánského velkovévodství a následně územím Francouzského císařství. Mělo zvláštní postavení a byl jmenován prefekt (Antoine-Marie-Pierre de Hautmesnil). Území však nikdy nebylo jmenováno francouzským departementem.

## Konec
V roce 1814 císařská rakouská armáda obsadila Lukánsko a pádem Napoleona skončila francouzská kontrola. Podle Vídeňského kongresu bylo Piombinsko dáno Toskánskému velkovévodství a Elba Napoleonovi v exilu. Lukánsko bylo obnoveno do samostatného stavu jako vévodství Lucca (1815–1847). Vídeňský kongres (1814–1815) dal vévodství deportované španělské infantce Marii Luise (1782–1824), která se stala vévodkyní z Lukánska. Nerespektovala ústavu, kterou jí určil Kongres, a vládla absolutisticky.